# 三軒目の誘惑
『三軒目の誘惑』（さんげんめのゆうわく）は、1994年4月14日から6月30日まで日本テレビ系列で毎週木曜21:00 - 21:54（JST）に放送された、上野瞭原作のテレビドラマ。

## あらすじ
東京近郊の新興住宅地。夫・慶は仕事に追われ家庭を顧みず、息子・励や娘・千洋は自分たちの気の向くままに生活し、それぞれが自分のために時間を使っている中、妻・恭子だけが家事に追いまくられる毎日。友人の勧めでボランティア活動を始めた恭子はささやかな生きがいを見つけるが、世話をしている老人のひとりから熱烈なラブレターを受けとり、それをきっかけに家庭崩壊が始まる・・・。

## キャスト
- 千種恭子：十朱幸代

主婦。子育ても終わり、家事に追われるだけの平凡な日々に嫌気が差していた時に友人の則子から寝たきり老人の訪問ボランティアをすすめられる。明るく世話好きな性格。
- 千種励：西村和彦

恭子の息子。中学校国語教師。
- 千種千洋：大路恵美

恭子の娘。短大生。朝の通学電車で岡崎に目を付けられ、付きまとわれるが、それを逆手に取り自ら接近。罠にかけようと敦子に手紙を送る。短大卒業後は友人とルームシェアを開始。
- 千種慶：岸部一徳

恭子の夫。衛生陶器会社の開発エンジニア。
- 岡崎敦子：高畑淳子
- 武藤：塩見三省

励が勤務する中学の同僚教師。教職員の飲み会で酔った励を介抱し、自宅に泊める。
- 畑中彩子：杉本彩

千洋の親友。励が勤務する中学校の臨時教員。
- 沢野珠希：川越美和
- 菊地やよい：若林志穂
- 吉元豊子：小林千登勢
- 足立則子：藤田弓子

恭子の友人。ボランティア活動の世話係。恭子にボランティア活動をすすめる。
- 猪瀬洋平：森本レオ
- 岡崎清輔：津川雅彦

慶の上司で大学の先輩。朝の通勤電車で見かけた千洋に目を付け、付きまとうようになる。
- 吉元孝治郎：西村晃

恭子の訪問ボランティア先の独居老人。自分に優しく接してくれる恭子に好意を持つ。

## 主題歌
- 「こわれやすい物語」峠恵子

## スタッフ
- 制作：鶴橋康夫
- 原作：上野瞭
- 脚本：高橋正圀、関根俊夫
- 音楽：小六禮次郎
- プロデュース：富田求、宮武昭夫
- 演出：富田求、真船禎、福田誠
- 技術協力：日放
- 照明協力：共立
- 美術協力：フジアール
- スタジオ：讀賣テレビ多摩スタジオ
- 制作：よみうりテレビ、泉放送制作

| 読売テレビ 木曜9時枠の連続ドラマ                                              | 読売テレビ 木曜9時枠の連続ドラマ                             | 読売テレビ 木曜9時枠の連続ドラマ       |
| 前番組                                                                        | 番組名                                                       | 次番組                                 |
| ----------------------------------------------------------------------------- | ------------------------------------------------------------ | -------------------------------------- |
| 枠設立前につき無し                                                            | 三軒目の誘惑 （1994.4.14 ‐ 6.30）                            | お玉・幸造夫婦です （1994.7.7 ‐ 9.22） |
| 読売テレビ制作 連続ドラマ                                                     |                                                              |                                        |
| 麻酔 （1994.1.15 - 3.26） 【ここまで土曜10時枠】                              | 三軒目の誘惑 （1994.4.14 - 6.30） 【ここから木曜9時枠】      | お玉・幸造夫婦です （1994.7.7 - 9.22） |
| 読売テレビ制作・日本テレビ系列 木曜21時台                                     |                                                              |                                        |
| 板東英二のズバリ!直球勝負 （1993.10.14 ‐ 1994.3.17） 【ここまでバラエティ枠】 | 三軒目の誘惑 （1994.4.14 ‐ 6.30） 【本番組より連続ドラマ枠】 | お玉・幸造夫婦です （1994.7.7 ‐ 9.22） |